# Къща на улица „Нико Доага“ № 65
Къщата на улица „Нико Доага“ № 65 (на македонска литературна норма: Куќа на улица „Нико Доага“ бр. 65) е възрожденска къща в град Крушево, Северна Македония. Сградата е обявена за значимо културно наследство на Северна Македония.

## Архитектура
Къщата е с традиционна архитектура. В 2014 година са заякчени основите на къщата, цялостно сменен покривът и сградата е покрита с каменни плочи и е обновена фасадата.